# 方枝假卫矛
方枝假卫矛（学名：Microtropis tetragona）为卫矛科假卫矛属的植物，是中国的特有植物。分布在中国大陆的云南、广西等地，生长于海拔1,000米至2,000米的地区，多生在林中以及近溪边，目前尚未由人工引种栽培。